# Ulrich Reimkasten
Ulrich Reimkasten (* 13. Januar 1953 in Lichtenstein) ist ein zeitgenössischer Künstler und Professor für Malerei und textile Künste an der Burg Giebichenstein Kunsthochschule Halle.

## Leben
Reimkasten absolvierte von 1969 bis 1971 im VEB Möbelstoff- und Plüschwerke Hohenstein-Ernstthal eine Lehre als Musterzeichner. Von 1971 bis 1974 studierte er Textilgestaltung an der Fachschule für angewandte Kunst Schneeberg. Als Abschlussarbeit schuf er eine zeichnerischen Rekonstruktion einer Rokoko-Fußtapete für die Staatlichen Schlösser und Gärten Potsdam-Sanssouci. Von 1974 bis 1975 arbeitete er als Kartonzeichner in den Staatlichen Schlössern und Gärten. Von 1974 bis 1980 erhielt er Zeichenunterricht bei dem spanischen Künstler Josep Renau in Berlin-Köpenick. Er studierte im Fachbereich Bildteppichgestaltung von 1975 bis 1980 an der Hochschule für Industrielle Formgestaltung Halle bei Inge Götze, Frank Ruddigkeit und Willi Sitte. Seine Diplomarbeit war der 2,50 × 4,70 m große Gobelin „Festliche Szene“, ausgeführt durch die Staatliche Textil- und Gobelinmanufaktur Halle.
Nach dem Studium arbeitete Reimkasten in Berlin als freischaffender Textilgestalter, bis 1983 mit einem Fördervertrag. Er widmete sich vor allem der Tapisserie. Gemeinsam mit seiner Frau Antje Müller-Reimkasten (* 1953) entstanden u. a. die Bildteppiche „Opus 1: Persische Variationen“ (1982), „Die Haut“ (1986) und „Archeteppich“ (1991). Von 1985 bis 1988 erhielt Reimkasten ein Stipendium in Berlin an der Akademie der Künste als Meisterschüler bei Herbert Sandberg.
Reimkasten war von 1980 bis 1990 Mitglied des Verbands Bildender Künstler der DDR. 1990 war er Mitbegründer des Künstlervereins „Kunst und Form“ und wirkte dort bis 1996 als Vorstandsmitglied.
1992 erhielt Ulrich Reimkasten einen Lehrauftrag an der Burg Giebichenstein Kunsthochschule Halle. 1995 erfolgte dort die Berufung zum Professor im Fachbereich Kunst, Fachgebiet Malerei/Textil.
Von 1995 bis 1999 verwirklichte Reimkasten mehrere architekturbezogene Kunstprojekte, u. a. in Jena, Magdeburg und Leipzig. Von 2003 bis 2004 gestaltete er die Kapelle der Heiligen Elisabeth im Krankenhaus St. Elisabeth und St. Barbara in Halle (Saale).
Seit der Jahrtausendwende steht die Malerei verstärkt im Zentrum von Reimkastens Schaffen. In einem alten Speicher in Blücherhof/Klocksin entstanden meist großformatige Bilder, mit starken Bezügen zu mehreren Reisen in die Sierra Madre im Norden Mexicos, den paläolithischen Höhlen in Frankreich oder zum altindianischen Kalender (Tzolkin).
Reimkasten ist der Leiter des 2010 mitbegründeten SEPIA-Instituts für textile Künste, in dessen Rahmen zahlreiche textile Projekte realisiert wurden, z. B. die Ausstellung „Der hallesche Bildteppich“ in Merseburg (2011) und „Luthers letzte Reise“ (2014), eine monumentale Tapisserie für Luthers Sterbehaus in Eisleben.

## Auftragsarbeiten und Schaffen (Auswahl)
Reimkasten führte diverse Auftragsarbeiten aus, so auch für baugebundene Kunst, die wichtigsten davon in Berlin und Halle (Elisabethkapelle im Elisabeth-Krankenhaus Halle).
Er nahm an internationalen Wettbewerben und Ausstellungen im In- und Ausland teil, u. a. Berlin, Leipzig, München, Paris, USA.
Mehrere Arbeiten Reimkastens befinden sich im öffentlichen Besitz (Staatliche Museen preußischer Kulturbesitz zu Berlin, Kunstgewerbemuseum; Oberfinanzdirektion Magdeburg; Friedrich-Schiller-Universität Jena; Industrie- und Handelskammer Mönchengladbach; Diakoniewerk Halle; Wirtschaftsforschungsinstitut Halle).
2010
- Gründung von SEPIA – Institut für Textile Künste, Halle – zahlreiche Projektrealisierungen, z. B. die Ausstellung „Der hallesche Bildteppich“ in Merseburg und  „Luthers letzte Reise“, eine monumentale Tapisserie für Luthers Sterbehaus in Eisleben

2011
- Ankauf der Bildgruppe „Vorfrühling I–III“ durch das Land Sachsen-Anhalt

2013
- Ankauf der beiden Hauptwerke „Blaue Sonne I“ und „Blaue Sonne II“ durch das Fraunhofer-Center für Silizium-Photovoltaik CSP in Halle (Saale)

2014
- Luthers letzte Reise; Tapisserie, Projekt des Sepia-Instituts für Textile Künste; Gemeinschaftswerk mit Katharina Stark, Andreas Köppe und Soo-Youn Kim, 2,3 × 32,0 m, Luthers Sterbehaus, Eisleben
- Buchpublikation Reimkasten – Bilder 2002–2013 Verlag Janos Stekovics

2015
- Lichthof, Wandmalerei im St.-Joseph-Krankenhaus, Berlin, Ausführung Martin Feistauer
- INNdigo, 3 Treppenhäuser, Wandmalerei; Innstraße, Ecke Stuttgarter Straße, Berlin; Auftraggeber LebensGut, Berlin
- Ankauf des Hauptwerkes „Blaue Sonne III“, Werkinstallation im Foyer des Fraunhofer-Centers für Silizium-Photovoltaik CSP in Halle (Saale)
- INNdigo, Fassade, Wandmalerei; Innstraße, Ecke Stuttgarter Straße, Berlin; Auftraggeber LebensGut, Berlin

## Auszeichnungen
1995 gewann Reimkasten den Wettbewerb „Kunst am Bau“ für drei im Jahr 1996 mit Lutz Rudolf realisierte Wandbilder und Bodenintarsien für den Neubau der juristischen Fakultät der Friedrich-Schiller-Universität Jena mit Lutz Rudolf.
2016 erhielt Reimkasten für sein „lebendiges vielgestaltiges Werk“ den Halleschen Kunstpreis.

## Bemerkenswerte Studenten
- Klio Karadim (Meisterstudentin)
- Mark Fromm

## Ausstellungen (unvollständig)

### Teilnahme an zentralen und wichtigen regionalen Ausstellungen in der Zeit der DDR
- 1981, 1982, 1983 und 1986: Berlin, Bezirkskunstausstellungen
- 1981 und 1982: München („Exempla – Jugend gestaltet“)
- 1982/1983 und 1987/1988: Dresden, IX. und X. Kunstausstellung der DDR
- 1983: Göttingen, Städtisches Museum („Kunsthandwerk aus der DDR. Textilgestaltung – Holzgestaltung“)
- 1984: Wien, Künstlerhaus („Textile Kunst aus der Textilmanufaktur Halle/Saale“)
- 1985: Weimar, Kunsthalle am Theaterplatz („Textil '85. 3. Ausstellung der Textilgestaltung in der DDR“)
- 1986: Berlin, Ausstellungszentrum am Fernsehturm („Erste Ausstellung Berliner Junger Künstler“)

### Ausstellungen seit der deutschen Wiedervereinigung
- Villa Kobe, Halle (Saale)
- 2016: Landeskunstmuseum Moritzburg, Halle (Saale) (u. a. Oktober 2016–Januar 2017: „gewebte träume. der bildteppich in mitteldeutschland. reflexionen auf jean lurçat“)[4]

## Publikationen (Auswahl)
- Müller-Reimkasten, Ulrich. In: Dietmar Eisold (Hrsg.): Lexikon Künstler in der DDR. Verlag Neues Leben, Berlin 2010, ISBN 978-3-355-01761-9, S. 640

- Krankenhaus – Humankapital Krankenhaus Kunst, Ulrich Reimkasten (Hrsg.), 2009, 272 Seiten, mit 412 meist farbigen Abbildungen, 21 × 28,5 cm, ISBN 978-3-89923-223-3
- Krankenhaus – Relief und Transparenz, Burg Giebichenstein Kunsthochschule Halle, Fachgebiet Malerei/Textile Künste (Hrsg.); 2007, 112 Seiten, 108 Farbfotografien, Broschur, 20 × 33 cm, ISBN 978-3-89923-147-2'
- Reimkasten – Bilder 2002–2013, Eckhart J. Gillen (Hrsg.); 2014, 224 Seiten, 365 meist farbige Abbildungen, 22 × 27 cm, ISBN 978-3-89923-323-0
- Ulrich Reimkasten – Zeichnung Tapisserie Malerei, Nicoletta Nelken (Hrsg.); 2006, 224 Seiten, 199 Abbildungen, 24 × 32 cm, ISBN 978-3-89923-118-2